# Tonnerre (L9014)
Pour les autres navires du même nom, voir Tonnerre (navire).
Le Tonnerre (L9014) est un porte-hélicoptères amphibie (PHA) de classe Mistral de la Marine nationale française, destiné à exercer des missions maritimes ou terrestres : il peut transporter et faire débarquer des hommes et du matériel (armes et blindés). Son appellation OTAN est Landing Helicopter Dock (LHD). Jusqu'en janvier 2019, les PHA étaient appelés BPC (bâtiment de projection et de commandement), peu explicite au niveau interallié .
Il peut être intégré soit au groupe aéronaval français, soit à une force de réaction de l’OTAN ou à des missions de maintien de la paix sous mandat de l’ONU ou dans le cadre de l’Union européenne.
Au total, la Marine nationale s'est dotée de deux autres bâtiments de ce type : le Mistral (L9013), qui a été admis au service actif en janvier 2006, et le Dixmude (L9015), admis au service actif le 27 juillet 2012.
La devise du navire est « si vis pacem para Tonnerre », paraphrasant la locution latine « Si vis pacem, para bellum ».

## Construction
À la DCN de Brest a lieu, le 13 décembre 2002, la découpe de la première tôle de la partie arrière du Tonnerre. De leur côté, les Chantiers de l'Atlantique de Saint-Nazaire découpent la première tôle de la partie avant du Tonnerre. Le premier bloc de la coque arrière du Tonnerre est mis en cale sèche le 26 août 2003.
Ces méthodes d’ingénierie marquent le début d’un renouveau de l’ingénierie navale militaire française puisque, à Brest comme à Saint-Nazaire, la construction se fait en parallèle et plus précisément face à face dans le même bassin, un ascenseur permettant l’accès rapide des ouvriers aux bâtiments.
La mise sur cale du premier bloc de la partie avant du Tonnerre a lieu le 5 mai 2004 et arrive à Brest le 2 mai 2005 pour jonction.
En accord avec le calendrier, le Tonnerre est mis à flot le 26 juillet 2005.
La livraison du Tonnerre, prévue respectivement au 1er trimestre 2006 est retardée de un an à un an et demi à cause de problèmes industriels survenus lors de la mise au point du système SENIT 9 (DCN) et de détériorations rencontrées sur 8 000 m2 des planchers en linoleum de la partie avant (Chantiers de l'Atlantique).

## Caractéristiques
Au sein de la Force d’action navale de la Marine nationale, le Mistral est le plus important bâtiment en tonnage après le navire de ravitaillement Jacques Chevallier et le porte-avions nucléaire (PAN, CVN selon l’OTAN) Charles-de-Gaulle, qu’il dépasse d’ailleurs en hauteur d’un mètre au niveau du pont d’envol. Déplaçant 21 300 t à pleine charge, il a une longueur de 199 m, une largeur de 32 m et un tirant d'eau de 6,2 m.

### Navigation
Le Tonnerre est équipé de deux centrales de navigation inertielle RLG (gyromètre laser) SIGMA 40 créées par Sagem.
À l'occasion des travaux de réparation décennaux et de modernisation du navire, il a été procédé : à l'ajout d'un second propulseur d'étrave afin d'améliorer la manœuvrabilité du bâtiment, ainsi qu'à la refonte du ballastage.

### Armement
L'armement propre du Tonnerre est composé à l'origine de deux systèmes de missiles surface-air SIMBAD et de quatre mitrailleuses Browning M2-HB de 12,7 mm. Lors des travaux de modernisation du bâtiment effectués en 2017, deux canons téléopérés de 20 mm Narwhal (conçus par Nexter) ont été ajoutés, comme pour le Dixmude auparavant, à la proue et à la poupe auxquels ont été adjoints deux tourelleaux optroniques EOMS (conçus par Safran) à des fins de détection et de désignation des cibles jour/nuit.

## Essais et exercices

### Vérification des capacités militaires
La VCM du Tonnerre a eu lieu en mer Méditerranée, dans l’océan Atlantique et dans la mer des Caraïbes du 10 avril au 24 juillet 2007 (départ et retour à Toulon) et a compris des escales à Saint-Pierre-et-Miquelon (TOM, France) le 21 avril, à Halifax (Canada) du 23 au 27, à Norfolk (États-Unis) du 30 avril au 7 mai, à Fort-de-France (DOM, France) du 25 au 28, à Rio de Janeiro (Brésil) du 8 au 13 juin, au Cap (Afrique du Sud) du 25 au 30 et à Dakar (Sénégal) du 14 au 17 juillet.

### Interopérabilité OTAN
Le Tonnerre est certifié comme navire membre de la composante navale (CATF) de la NATO Response Force (NRF) 8, leur permettant d’intervenir au sein d'une Combined Joint Task Force (CJTF). Le premier tour d’alerte de la France au sein de la NRF 8 (sous commandement espagnol avec participations anglaise et italienne) a débuté en janvier 2007 pour 6 mois. La Marine nationale a alors mis à disposition un état-major de commandement amphibie (Commander Amphibious Task Force (CATF) selon l’OTAN) et 8 bâtiments. Le tour d’alerte suivant de 6 mois de la France au sein de la NRF 10 s'est déroulé le 1er janvier 2008, à l’issue des exercices Noble Midas et Steadfast Jaw de l’OTAN. Selon le capitaine de vaisseau René-Jean Crignola, « nous devons être capables de rassembler la force en 5 à 30 jours. »

### Exercices d'appontage d'aéronefs
À peu près tous les types d’hélicoptères en service dans l’Armée française, soit ceux de l’Aviation légère de l'armée de terre (ALAT), de l’Armée de l'air et de la Marine nationale, ont apponté sur un BPC.
Le 19 avril 2007, un nombre indéterminé d’Eurocopter SA 330 Puma, Eurocopter L’AS-550/555 Fennec de la BA 365 (Martinique), un Eurocopter AS 565 SA Panther de la Marine appontent sur le Tonnerre.
Le 10 mai 2007, un Sikorsky CH-53E Super Stallion de l’US Navy se pose sur son spot avant renforcé au large de Norfolk (États-Unis).
Le 30 juin 2007, un hélicoptère sud-africain de type Oryx (produit sous licence à partir du Puma) apponte sur le Tonnerre. Le 9 juillet, au large du golfe de Guinée, une dizaine d’hélicoptères de combat Gazelle et Cougar de l’ALAT et de l’armée de l’Air s’y posent et/ou déposent des hommes à la corde sur le pont dans le cadre de l’opération Licorne, découlant de la crise politico-militaire en Côte d'Ivoire.
Le 12 septembre 2007, lors de l’exercice trimestriel Gabian qui met en œuvre les frégates Cassard (D614) et Jean Bart (D615) 6 hélicoptères Alouette III de la BAN de Hyères Le Palyvestre appontent simultanément sur le Tonnerre,.
Du 15 au 31 mai 2008 a lieu l'exercice franco-marocain Chebec 2008. Le Tonnerre, la frégate de surveillance Germinal (F735) de classe Floréal et son sister-ship Hassan II de la Marine royale marocaine et leurs hélicoptères s'entraînent notamment les 21 et 22 mai à proximité de Marseille à l’assistance aux victimes d’un tremblement de terre fictif. Les équipes de sauvetage-déblaiement et médicales des marins pompiers sont sollicitées.
En février 2009, un Sikorsky CH-53E Super Stallion et un AH-1 Cobra de l’US Navy se posent sur le Tonnerre au large de Norfolk (États-Unis).

### Exercices amphibies
Un exercice crucial avec la 2e flotte US se déroule du 9 au 11 mai 2007 au large de la base amphibie de Little Creek (la plus importante de ce type au monde), située à Virginia Beach (États-Unis). Kent Taylor, chef de programme du Naval Sea Systems Command de l’US Navy enradie (embarque) et déradie (débarque) à l’occasion un LCAC du Tonnerre et rappelle que « ce test d’interopérabilité avait été planifié durant la définition du navire, il y a plus de huit ans. ».
Un exercice de débarquement amphibie du Tonnerre a lieu le 24 mai 2007 en mer des Caraïbes sur la plage du Carbet en Martinique avec le 33e régiment d’infanterie de marine (RIMa) puis un autre, le 9 juillet, sur une zone lagunaire au large d’Abidjan (Côte d'Ivoire), avec des marins du bâtiment et des hommes du 43e bataillon d'infanterie de marine (43e BIMa).
Le 30 juin 2007, 144 hommes avec quelques véhicules d’un régiment d’infanterie motorisée de la (en)South African Army embarquent par TCD à bord du Tonnerre.
Du 1er au 16 octobre 2007, le Tonnerre est le navire amiral de l’exercice Noble Midas de l’OTAN, aux côtés de 40 bâtiments de surface dont les porte-aéronefs SPS Príncipe de Asturias et HMS Illustrious ainsi que les LHD San Giorgio et San Marco de classe San Giorgio, de 5 sous-marins et de 20 aéronefs provenant de 12 nations. Le scénario met en scène « le Mapleland, qui borde la mer Adriatique, dans lequel le parti conservateur du pays (CPM) a l’intention de créer un nouvel état autonome, indépendant du Mapleland. Le gouvernement du Mapleland fait appel aux Nations unies pour empêcher le sud de son pays de faire sécession et obtenir le déploiement d’une force de maintien de la paix. En outre, les différents pays bordant le Mapleland craignent les impacts d’un développement du conflit dans plusieurs domaines : échanges commerciaux et perturbation économique, perturbation importante du trafic maritime en mer Adriatique. Devant la détérioration de la situation, les Nations unies votent une résolution donnant mandat à l’OTAN pour intervenir afin d’assurer le maintien de la paix dans la région, ». Cet exercice a donné lieu à des déradiages et des enradiages d’EDIC et des opérations héliportées à terre.
Du 9 au 12 mai 2008, le Tonnerre participe avec le TCD Foudre et l’aviso Commandant Ducuing (F795) à l'exercice ANVIL 08 organisé conjointement par la 6e brigade légère blindée (6e BLB) de Nîmes et la Force d'action navale (FAN) à Toulon. ANVIL 08 a pour but d’entraîner les forces (1 500 hommes de l’armée de terre et environ 1 000 marins) et les états-majors à des opérations amphibies de grande envergure en zone urbaine avec un débarquement sur les plages de Fréjus et une évacuation de ressortissants. Cet exercice s’inscrit en outre dans la perspective de la prise d’alerte de la NATO Response Force (NRF) assurée par la France en janvier 2010.
Le Tonnerre appareille de Toulon le 18 septembre 2008, fait escale à Lisbonne (Portugal) du 22 au 27 septembre 2008 pour une visite de représentation puis à La Rochelle du 29 au 30, où il embarque 2 SA 341 F Gazelle et 2 SA.330B Puma du 1er Régiment d'Hélicoptères de Combat de l'ALAT et 72 véhicules et 300 hommes de la 9e brigade légère blindée d’infanterie de marine. Ainsi gréé, il participe du 6 octobre au 17 octobre 2008 en compagnie des bâtiments-école Jaguar (A750) et Lion (A755) à l'exercice interallié (8 marines, dont la Royal Navy, la Composante Maritime belge, la Koninklijke Marine néerlandaise, la Marine royale danoise, l’US Navy) Joint Warrior 082 aux côtés de 29 bâtiments et 4 sous-marins, à Fastlane au nord-ouest de l'Écosse,. À forte dominante amphibie, la manœuvre consistera à projeter des forces depuis la mer vers la terre, dans un contexte de gestion d’une crise armée dans une région sous menace terroriste. Des avions de patrouille maritime Dassault Atlantique ATL 2 participent également à l'exercice à partir de la base de Kinloss.
Le Tonnerre appareille de Toulon le 12 janvier 2009 pour participer du 3 au 15 février à un exercice amphibie américano-français (Composite Unit Training Exercise, COMPTUEX) au large de la base amphibie de Little Creek (Virginie). Y participent le LHD de la Cinquième flotte américaine USS Bataan de classe Wasp, le LPD USS Ponce de classe Austin, le LSD USS Fort McHenry de classe Whidbey Island, le croiseur USS Anzio de classe Ticonderoga, les destroyers USS Porter, USS James E. Williams, USS Carney, USS Cole et USS Bulkeley de classe Arleigh Burke, les frégates USS Carr, USS Doyle, USS Hawes, USS Kauffman, USS Nicholas et USS Simpson de classe Oliver Hazard Perry, la frégate française La Motte-Picquet, les sous-marins nucléaires d'attaque USS San Juan et USS Boise de classe Los Angeles et le pétrolier ravitailleur USS Kanawha. À l'occasion, un LCAC est enradié et déradié du Tonnerre.
Les 25 et 26 mai 2019, le Tonnerre est au cœur de l'exercice amphibie Kanawa, à Basse-Terre, en Guadeloupe. L'objectif est d'entraîner les armées à intervenir en cas de catastrophe naturelle.

### Autres exercices

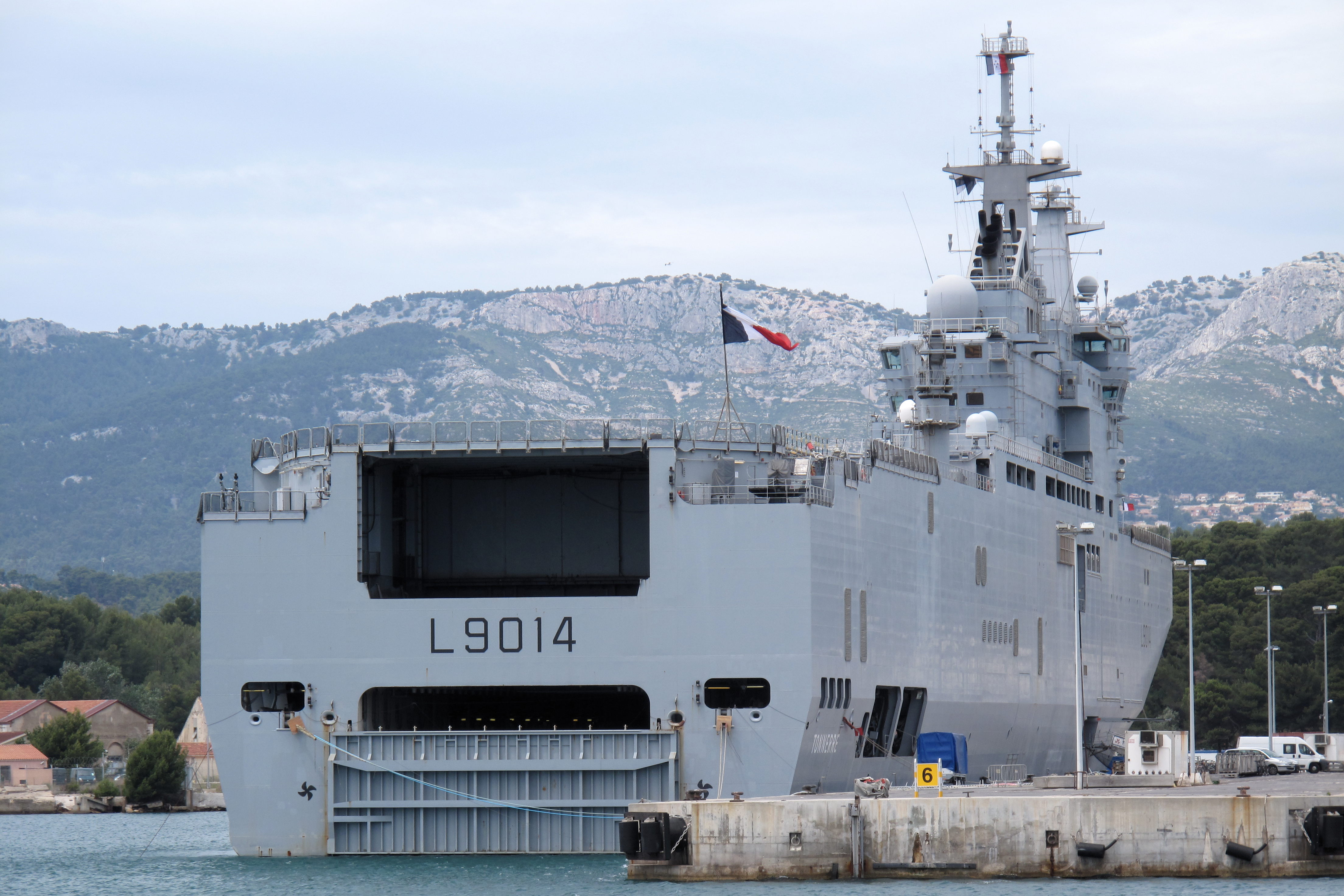
Le Tonnerre dans le port de Toulon.

Le 19 juillet 2007 à 3 h GMT, le Tonnerre qui a reçu un appel du Maritime Regional Coordination Centre (MRCC) de Tenerife, îles Canaries (Espagne), infléchit sa route de 8 heures vers l’ouest à vitesse maximale et dépêche deux Gazelles pour une mission de recherche et sauvetage de naufragés venus d’Afrique subsaharienne (Mauritanie), perdus dans des creux de 5 m et des vents de 80 km/h.
Le 23 octobre 2008, le Tonnerre participe avec la frégate Bayern de la Marine allemande à un exercice au large de Zeebruges (Belgique), en fait une journée de présentation au profit des ambassadeurs au Comité Politique et de Sécurité, ainsi que les représentants du Comité Militaire de l'Union européenne. L'objectif de cette journée est de présenter les capacités maritimes et aéroterrestres d'une force maritime européenne de réaction rapide en simulant notamment une opération d'évacuation et de prise en charge de ressortissants à bord d'un groupe amphibie européen (Belgique, France, Allemagne),. À l'issue, le Tonnerre fait escale à Cadix (Espagne) du 30 octobre au 4 novembre 2008 avant de regagner Toulon le 7 novembre.
Au 13 novembre 2013, le navire était en préparation opérationnelle à Toulon.

## Opérations

### Mission Corymbe 92 (2008- )
Du 9 janvier au 19 avril 2008, le Tonnerre participe à la mission Corymbe 92 dans le golfe de Guinée, où il remplace le Bougainville (L9077), présent dans la région depuis novembre 2007. Cette mission, « résolument orientée sur le soutien humanitaire et sur des actions de coopération concrètes avec les pays de la région » comprend des escales à Dakar (Sénégal) du 18 au 23 janvier, à Conakry (Guinée) du 25 au 27 janvier, à Dakar du 4 au 7 février puis du 19 au 25 à Lomé (Togo), une escale technique à Dakar les 2 et 3 mars, des mouillages à Limbé (Cameroun) du 9 au 13 mars, à São Tomé (Sao Tomé-et-Principe) les 14 et 15 mars, à Libreville les 17 et 18 mars puis à Port-Gentil (Gabon) du 22 au 24 mars, à Pointe-Noire (République du Congo) les 27 et 28 mars, Dakar du 10 au 13 avril puis Toulon.
Le 29 janvier à l'aube, sur sollicitation du Centre européen d'analyse et d'opérations contre le trafic maritime de stupéfiants (Maritime Analysis Operation Center – Narcotics) en accord avec l'Office central pour la répression du trafic illicite de stupéfiants (OCRTIS), le Tonnerre intercepte 2,5 tonnes de cocaïne sur un bateau de pêche, à 520 km de Monrovia (Liberia) puis, le 7 février, 3,2 tonnes sur un cargo Ro-Ro à 300 kilomètres au sud-ouest de Conakry.
Du 19 au 22 février 2008, le Tonnerre participe à l'exercice Zio 2008 qui rassemble cinq sections représentant environ 1 200 militaires togolais, béninois et français visant à exfiltrer des ressortissants étrangers et des réfugiés menacés au « Monoland », territoire fictif où se déroulent les combats entre rebelles et armée loyaliste. L'assaut final contre les rebelles a lieu le 21 février près de Tsévié à environ 35 kilomètres de Lomé avec largage de parachutistes togolais d'un Transall de l'Armée de l'air française. Cet exercice a pour but de préparer les troupes de ces pays qui seront déployées au Darfour dans le cadre de la Mission conjointe des Nations unies et de l'Union africaine au Darfour (Minuad). Le Tonnerre appareille de Toulon le 12 janvier 2009 pour un déploiement de deux mois et demi en Atlantique pour un exercice amphibie aux États-Unis. Sur son transit retour, le Tonnerre participe en février 2009 à la mission Corymbe, assurant la relève du transport de chalands de débarquement Foudre.
En novembre 2014, il repart en mission pour soutenir en même temps la lutte contre le virus Ebola,.

### Intervention militaire de 2011 en Libye
Dans le cadre de l'opération Harmattan, nom de code de la participation française à l'intervention militaire de 2011 en Libye, un détachement d'hélicoptères composé, en août 2011, de dix-huit hélicoptères de l'ALAT (huit Gazelle Viviane/Hot, deux Gazelle Canon, deux Gazelle Mistral, deux Tigre et quatre SA330 Puma IMEX) provenant de toutes les différentes unités ALAT (1er RHC, 3e RHC, 5e RHC, etc.) a été embarqué à bord du Tonnerre le 17 mai après la décision officielle du président de projeter un groupe aéromobile sur un BPC, prise le 12 mai au soir.
Le Tonnerre est arrivé sur la zone d’opérations le 19 mai, et les hélicoptères ont été engagés à partir de la nuit du 3 au 4 juin 2011. Le groupe aéromobile est transféré entre le 12 et 14 juillet sur le Mistral (L9013).
C'est une première opération interarmées et internationale, tant pour les Français que pour les Britanniques qui ont de leur part embarqué quatre hélicoptères Apache de l'armée de terre britannique sur le HMS Ocean (L12).
Fin juillet 2011, la presse évoque le tir d'environ 250 Euromissile HOT par les Gazelle.
Le groupe aéromobile a effectué au 25 août 2011 au total une trentaine de raids impliquant généralement moins de dix hélicoptères tirant en moyenne une quinzaine de missiles HOT, environ 150 roquettes et autant d'obus de 30 mm, un Puma embarquant systématiquement une équipe du Commando parachutiste de l'air n° 30 pour aller récupérer immédiatement les équipages qui auraient été abattus, soit deux ou trois raids par semaine. Au total, 250 sorties opérationnelles ont été réalisées et 450 objectifs été traités.

### Réponse à l'ouraganIrma
Le 9 septembre 2017, l'État-major annonce l'appareillage, au 12 septembre, du Tonnerre pour porter assistance aux habitants de Saint-Barthélemy et Saint-Martin touchés par l'ouragan Irma. Il s'agit de la première mission humanitaire confiée au navire, qui devrait arriver sur zone vers le 20 septembre pour service de plateforme d'intervention et de commandement pour amener du matériel lourd de terrassement, des chalands de débarquement, une dizaine d'hélicoptères et des capacités très importantes de fret.

### Réponse au cycloneIdai
Alors qu'il participe, dans le cadre de la Mission Jeanne d'Arc 2019, à l'opération Atalante dans l'océan Indien, le Tonnerre est engagé le 25 février 2019 dans la réponse française à la crise humanitaire au Mozambique due au passage du cyclone Idai. Dérouté à Mayotte, où il embarque du fret et du matériel, il se rend — accompagné de la frégate Nivôse qui appareille depuis La Réunion — sur la zone dévastée à Beira pour participer aux missions internationale de secours et d'assistance.

### Opération Résilience
Pour répondre à la saturation des hôpitaux corses face à l'afflux de malades de la Covid-19 et grâce à son hôpital embarqué de rôle 3, il a été décidé par le président de la République, Emmanuel Macron, que le Tonnerre effectue une évacuation sanitaire entre la Corse et la Côte d'Azur. Le navire appareille de Toulon le 21 mars 2020 pour Ajaccio qu'il atteint le lendemain, afin d'embarquer 12 malades.

### Réponse aux explosions de Beyrouth
Le Tonnerre est envoyé au Liban – dans le cadre de l'opération Amitié – pour aider les secours après la double explosion au port de Beyrouth le 4 août 2020 qui a détruit une partie de la ville et fait plus de 190 morts et plus de 6 500 blessés. Il appareille de son port d'attache le 9 août, mouille dans le port de Beyrouth le 13 août et reste sur le site jusqu'au 4 septembre pour débarquer les 350 soldats du génie du GT Ventoux, et le gros matériel (140 véhicules) nécessaire aux opérations de déblaiement et de sécurisation du site ravagé,.

### Guerre à Gaza depuis 2023
Le Tonnerre est envoyé le 25 octobre 2023 vers la bande de Gaza pour acheminer des médicaments.

## Autour du navire

### Décoration
Son fanion est décoré de la croix de la Valeur militaire avec une palme pour sa participation aux opérations Licorne et Harmattan au large de la Côte d'Ivoire et de la Libye.
En juillet 2010, la flamme de guerre de 60 mètres de long de la Jeanne d'Arc a été remise au Tonnerre qui reprend la mission de formation des Officiers de Marine.

### Histoire et traditions

#### Bâtiments ayant porté le nom deTonnerre
Du XVIIe siècle à aujourd’hui, pas moins de neuf navires de la Royale ont porté le nom de Tonnerre, essentiellement des navires à voile de petit à moyen tonnage. Du XIXe siècle au XXe siècle, le 1er des six bâtiments garde-côtes cuirassés Type 1872 porte ce nom, comme le chaland de débarquement Foudre, qui participe à la guerre d'Indochine et sera rebaptisé Tonnerre quelques années avant son retrait du service au milieu des années 1950.

#### Héraldique
L’écusson du Tonnerre est un motif circulaire représentant sur fond indigo un dragon japonais à trois orteils aux yeux et vibrisses dorés, surplombant le navire vu de proue battant les flots. L’inscription, sommée en lettres capitales de couleur or, est entourée d’un cordage de même teinte, qui englobe l’insigne de la Légion étrangère accompagné d’éclairs. Limoges, qui était la ville marraine du TCD Orage, aujourd'hui désarmé, a pour filleul le BPC Tonnerre.

### Culture
- Un espace thématique itinérant Mistral & Tonnerre, navires de demain est ouvert au public sur le réseau du musée national de la Marine au palais de Chaillot à Paris (13 octobre 2004-16 mai 2005) puis sur ses sites du château de Brest (11 juin 2005-15 décembre 2005) et de l’ancien arsenal de Toulon (1er février 2006-8 juin 2006).
- Une exposition Débarquements, illustrant l’histoire des opérations amphibies de débarquement, a lieu au musée national de la Marine au palais de Chaillot à Paris (22 octobre 2008-9 février 2009).
- Une exposition de photographies de Cybèle Desarnauts, Au cœur du Mistral, est prévue du 11 février 2010 au 6 mars 2010 sur le quai Cronstadt à Toulon. Elle présente des photographies issues du recueil du même nom[50].

### Jumelage
- Le PHA Tonnerre est jumelé avec la préparation militaire marine de Lyon.